# Historia territorial de Rusia

La expansión de Rusia entre 1300 y 1945.

La expansión territorial rusa se desarrolló en un curso de 449 años a través de la conquista militar o de uniones ideológicas y políticas. Se cree que su inicio es en 1542 y su final es en 1991 aproximadamente, año de disolución de la Unión Soviética.
Para tener una idea de su rápida expansión, en 1542, los rusos habían conquistado la Siberia Occidental, en 1620 la Central, y en 1650 la Oriental. En 1671, llegaron al océano Pacífico y, en 1742, cruzaron el estrecho de Bering, dando inicio así a la exploración de Alaska.
Los gobernantes Iván III, Basilio III e Iván IV ampliaron las fronteras del Principado de Moscú considerablemente anexionando la República de Nóvgorod, la República de Pskov y el Principado de Riazán y se establecieron en los territorios anexados con sirvientes y campesinos de la región Kliazma-Súzdal. Después de un período de inestabilidad política, los Románov llegaron al poder y la expansión del zarismo continuó.
Mientras que las potencias europeas occidentales estaban en el auge de su expansión comercial marítima tanto en el Atlántico como en el Índico, Rusia llevaba a cabo su expansión territorial al suroeste, sureste y al este, llegando al océano Pacífico por tierra. Al este de los montes Urales encontraron poca resistencia en una región que se había desarrollado poco en la época del Imperio mongol.
La región gobernada desde Moscú y resuelta por los rusos continuó creciendo bajo el dominio soviético. Las áreas que formaban parte del Imperio ruso y otras que habían sido capturadas de los nazis durante la Segunda Guerra Mundial fueron proclamados como repúblicas socialistas soviéticas, dentro de la Unión Soviética.

## Rus de Kiev
El primer estado eslavo oriental, la Rus de Kiev fue fundada por los varegos que invadieron la región desde Escandinavia, navegando por los ríos de Europa Oriental. Ellos adoptaron el cristianismo del Imperio bizantino en 988 e iniciaron la síntesis de las culturas eslava, varega, finesa y bizantina que conformó la cultura rusa. Aunque técnicamente la Rus de Kiev tenía un gran tamaño en comparación con los estados de Europa Occidental, sucumbió rápidamente a los invasores mongoles en el año 1230, cuando la Horda de Oro recorrió los territorios hacia el occidente. La Rus de Kiev fue conquistada por los caballeros de las vastas estepas de oriente, conquista que, según algunos estudiosos, fue el origen del deseo de Rusia de conquistar el este.

## Principado de Moscú (1340-1547)
Una de las características más sobresalientes de la historia de Moscovia es su rápido crecimiento territorial. Su expansión coincidió con la fragmentación y desintegración del Imperio mongol en Eurasia a finales del siglo XIV, pero fue casi exclusivamente a costa de los principados del noreste de la Rus, el de Tver, Súzdal y Riazán, así como las repúblicas de Nóvgorod y Pskov.
Cuando el control mongol se debilitó, rápidamente una serie de centros provinciales, como Nóvgorod y Pskov, lucharon por el legado de la Rus de Kiev. Sin embargo, fue Moscovia la que llegó a dominar el antiguo centro cultural. Inicialmente, su poder era débil, y los tributos se pagaban a los Kanatos tártaros.
El Kanato de Kipchak, sede de la Horda de Oro, no asimilado por la civilización ruso-bizantino e islamizado sólo superficialmente, se desintegró internamente. Finalmente se divide en los Kanatos de Crimea (1430-1783), de Kazán (1445-1552) y Astracán (1466-1556).
Sería bajo Iván III (también llamado Iván el Grande), que Moscovia rechazó pagar el tributo anual a Ahmed kan de la Horda de Oro, y al mismo tiempo comenzó a luchar contra las tribus turcas del este, con el fin de unificar todas las provincias que fueron culturalmente rusas. Esto incluyó una guerra fracasada contra la República de Nóvgorod. Su hijo Basilio III continuó la política de su padre y anexó las últimas provincias autónomas de Pskov, Volokolamsk, Riazán y Nóvgorod-Síverski, y sobre todo capturó la ciudad polaca de Smolensk.

## Zarato ruso (1547-1721)

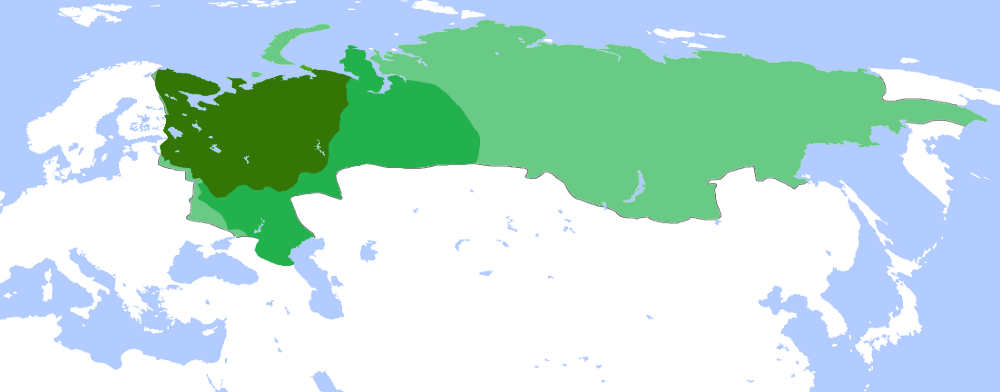
Territorio de Moscovia/Rusia en:
1500
1600
1700

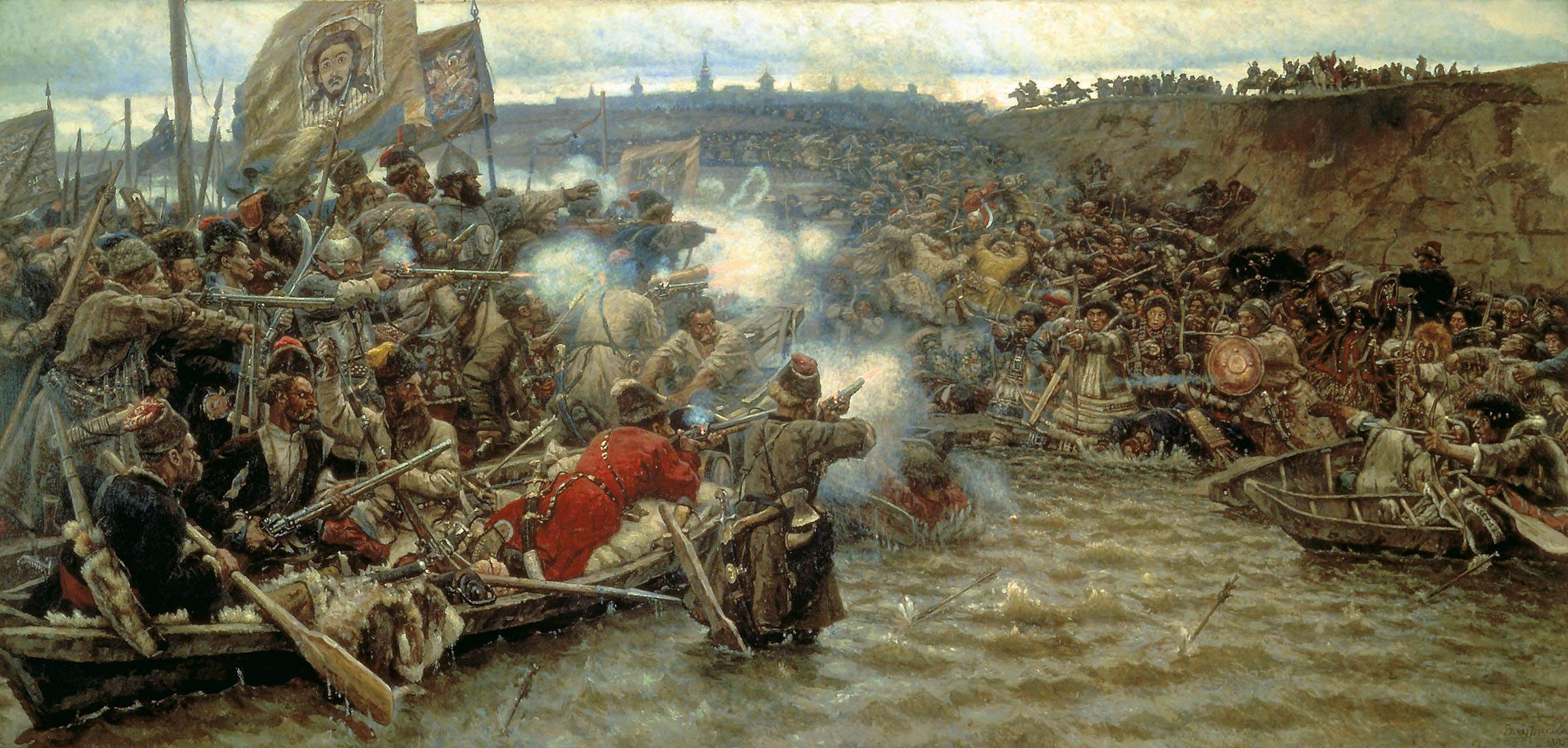
La conquista de Siberia por Yermak, pintura de Vasili Súrikov.

Iván IV el Terrible fue el primer gobernante de Rusia a asumir el título de zar. Durante su reinado fueron conquistados el Kanato de Kazán (1552), el Kanato de Astracán (1556), y la transformación de Rusia en un Estado multiétnico.
En 1552, los ejércitos de Iván IV capturaron Kazán y llevaron el control moscovita hasta la región del Volga. También allanó el camino para el poblamiento del resto de las cuencas de los ríos Volga y Kama.
En 1558, la familia Stróganov, que había hecho una fortuna con la madera, la sal y el hierro, pidió y recibió permiso de Iván IV de cultivar, establecer, administrar y defender las tierras recién conquistadas en el Kama. El poblamiento de estas hizo que la familia Stróganov entrara en conflicto abierto con el Kanato de Siberia en 1573.
El explorador atamán Yermak Timoféyevich (al servicio de los Stróganov) condujo a sus 800 cosacos del Don y del Volga contra el ejército del Kan Kuchum. En 1581, sus tropas cruzaron los Urales y conquistaron el Kanato de Siberia, poniendo a sus habitantes bajo el mandato del Zar. La conquista rusa de Siberia había comenzado. Prosiguieron a lo largo de sus ríos principales y se limitaron a las zonas al norte del paralelo 50, ya que esta zona era muy valioso por poseer abundancia de animales para hacer pieles.
La expansión oriental a lo largo del siglo XV se realiza al este de Siberia Occidental, mientras que al oeste las ganancias de territorios son más limitadas, presentando incluso pérdidas territoriales, como en Polonia, en Lituania y particularmente Suecia, con la cual se libraron varias guerras. El crecimiento más significativo fue la conquista del sur, que reunió a los cosacos.

### La conquista de Siberia
Entre 1585 y 1605, los moscovitas invadieron las cuencas de los ríos Irtysh y Obi. En 1628, se habían expandido a lo largo de los ríos Yeniséi, Tunguska y Angará. Se completó la conquista del Lena en 1640, del Amur en 1643, y entre 1638 y 1650 que subyugó la región del lago Baikal. Los conquistadores construyeron fuertes a lo largo de estos ríos en todos los lugares estratégicos: Tiumén, Tobolsk, Tomsk, Yeniseisk, Yakutsk, Ojotsk, Albazinó e Irkutsk.

## Imperio ruso (1721-1917)
Pedro el Grande fundó el Imperio ruso en 1721 y a través de él, y más tarde bajo Catalina la Grande, Rusia obtuvo una gran expansión territorial con la adquisición del Pacífico oriental, Ucrania, y los territorios de Asia Central.
Como siempre, es difícil hacer un seguimiento exacto de las fronteras en un periodo exacto. Lo que se sabe es que a mediados de siglo XIX, Rusia era, con mucho, la mayor potencia del mundo, extendiéndose desde Alaska y algunos asentamientos en América del Norte como Fort Ross (la así denominada América rusa), hasta la isla de Sajalín y las Kuriles, Manchuria, Asia Central, el Cáucaso, Ucrania, Finlandia, Polonia. Este, sin embargo, fue su pináculo territorial.
A partir de 1865, Rusia alquiló por 99 años Alaska a los Estados Unidos, comprometida con el Gran Juego contra los británicos, perdió el sur de Sajalín con los japoneses en la guerra ruso-japonesa, y después de la Primera Guerra Mundial vio algunas retrocesiones desde su pico territorial en la mitad del siglo XIX. Durante la Gran Guerra, Rusia sufrió una conmoción interna masiva seguida por la revolución que dio fin de la monarquía y la implantación de un gobierno central de ideología comunista.

### Expansión en Europa Oriental
Con la anexión de Ucrania oriental, obtenida de Polonia en 1667 en la guerra ruso-polaca, y la conquista de la región en la parte inferior del río Dniéper al Imperio otomano en 1677, el escenario estaba listo para la política expansionista de Rusia bajo Pedro el Grande.
Entre 1708 a 1709, Carlos XII de Suecia estableció una alianza con los cosacos para liberar a Ucrania del control ruso, y avanzó junto con estos hacia Moscú. En la batalla de Poltava, los ejércitos suecos fueron derrotados por completo, siendo el primer desastre extranjero en Rusia en los tiempos modernos, antes de Napoleón y Hitler. Las tropas rusas ocuparon la Islas Aland y Finlandia (1714) e invadieron buena parte de Suecia (1719-1720).
Al concluir la guerra (Tratado de Nystad de 1721), Rusia salió ampliamente favorecida, consiguiendo una salida al mar Báltico y convirtiéndose en la principal potencia en la región del mar Báltico, el líder supremo del mar Báltico y un importante peso en la política de Europa. Territorialmente el Imperio sueco cedió a Rusia toda la provincia de Ingria, Víborg, el sur del Condado de Kexholm, si bien conservó la casi totalidad de Finlandia. Cedió también Livonia y Estonia, incluyendo las islas de Ösel (Saaremaa) y Dagö (Hiiumaa). Estas conquistas permitieron a Rusia construir por primera vez una flota.
Entre 1808 y 1809, Suecia y Rusia entablan la guerra por Finlandia con el fin de forzar a la primera a unirse al denominado Bloqueo Continental contra Gran Bretaña. Como consecuencia de este conflicto Suecia perdió su mitad oriental, que pasó a formar parte íntegra de Rusia con el nombre de Gran Ducado de Finlandia.
A principios del siglo XIX, Rusia hizo grandes avances en su intento por expandirse al occidente. Las tropas imperiales tomaron el control de varios puntos estratégicos en los Balcanes: la ciudad de Ternópil entre 1809 y 1815, la ciudad portuaria de Cattaro en 1806, y las islas Jónicas en 1805, en el contexto de las Guerras Napoleónicas. Luego de ser vencido Napoleón se celebró el Congreso de Viena en el cual Rusia vio su territorio ampliado hacia el oeste. Confirmó su posesión de Finlandia y de Besarabia, además de anexarse la mayor parte del Gran Ducado de Varsovia.

### La expansión bajo Alejandro II

Extensión máxima del Imperio ruso:
Territorio (1866).
Protectorados, territorios de ultramar, posesiones y territorios ocupados (con fecha) entre 1800 y 1917.
Esfera de influencia.

Bajo el zar ruso Alejandro II (1855-1881) se obtuvieron vastos territorios de la región del mar Negro, en el oeste de Asia y el Lejano Oriente. Los comerciantes y los colonos en Siberia, que contó con cerca de 0.9 millones en 1800, habían aumentado a 2,7 millones en 1850, sobre todo en el oeste de Siberia.
En 1853, se libra la guerra de Crimea entre la alianza formada por Gran Bretaña, Francia y el Imperio otomano contra Rusia. El Tratado de París (1856) terminó con la guerra, que había sido una importante acción de política exterior de Alejandro II. El tratado eliminaba todos los privilegios de que Rusia había ganado a expensas del Imperio otomano:
- Rusia debía retirarse de Kars, Moldavia, Valaquia y Besarabia;
- Se obligaba a Rusia a abandonar su pretensión de establecer un protectorado sobre los cristianos ortodoxos en el Imperio otomano;
- Se neutraliza el mar Negro;
- Se ordenó la destrucción de todas las fortificaciones a lo largo de las orillas del mar Negro;

Esto forzó a los rusos a desmantelar sus instalaciones militares y navales en la islas Aland, en el Báltico. Después de 1856, los estadistas rusos concentraron sus esfuerzos en la revisión del tratado.
En 1857, Rusia había establecido una colonia penal en el norte de la isla de Sajalín. En 1858, el gobierno ruso se aprovechó de la debilidad del Imperio chino y firmó con la dinastía Manchú el Tratado de Aigun. En este tratado, Rusia obtuvo 600.000 kilómetros cuadrados de territorio en la margen izquierda del río Amur (que actualmente separa a China de Rusia). En 1860 por medio del Tratado de Pekín, Rusia ganó territorio al sur del río Amur a lo largo del mar del Este (mar del Japón) hasta Corea. En la región sur de este territorio los rusos fundaron en 1860 la ciudad portuaria de Vladivostok. Por medio de este tratado (y del previamente firmado en Nérchinsk en 1689) Rusia ganó el derecho de enviar a los comerciantes y misioneros ortodoxos a China y adquirido el carácter de "nación más favorecida" y una garantía de participación futura en los asuntos chinos.

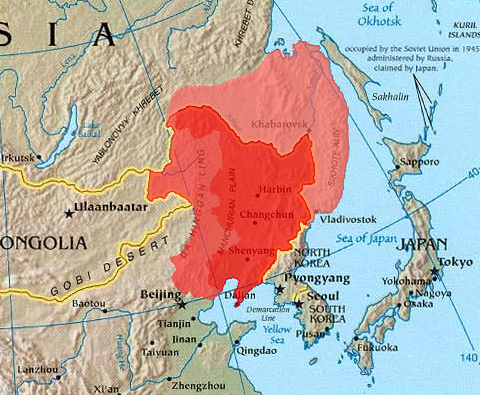
Gran Manchuria:
Manchuria exterior
Manchuria de la región de Mongolia Interior
Manchuria interior

División territorial del Imperio ruso en Asia Central, a principios del.

En el Cáucaso, Rusia se enfrentó contra los pueblos islámicos de las montañas, en la denominada guerra del Cáucaso. En 1857, los rusos lanzaron una nueva ofensiva allí. Los escaladores rusos estaban cansados de luchar y muchos fueron capturados por el legendario imán Shamil, líder de la resistencia contra Rusia. Los cristianos georgianos y armenios vieron a los rusos como una protección contra la amenaza de los turcos, así como los ataques de los montañeses musulmanes, mientras que algunos musulmanes, en vez de ser gobernados por los cristianos rusos emigraron a Turquía.
Bajo el zar Nicolás I (1825-1855) el avance ruso había llegado a los kanatos de Kokand, Bujará y Jiva. La nueva campaña de la conquista rusa de Asia Central comenzó en mayo de 1864 mediante el envío de expediciones militares a la región entre el mar Caspio y China, en el norte de Afganistán. Los rusos tenían una organización militar superior y un mejor equipo que la hacía parecer como una victoria rutinaria. En 1876 el protectorado ruso de Kokand fue incorporado al imperio. Bujará se derrumbó con la toma de Samarcanda en 1867. La subyugación de Jiva se completó en 1873. La población de estas regiones era escasa y en gran medida tribus islámicas. La mayoría eran pastores nómadas. La resistencia a los rusos estaba armada con poco más que una pocas armas anticuadas. Antes de estas movilizaciones los Estados Unidos eran la principal fuente para Rusia de algodón, y cuando ésta se limitó durante la guerra de Secesión estadounidense, el cultivo de algodón en el Asia central se tornó en uno de los principales objetivos de la conquista rusa de estos territorios. Los rusos capturaron la ciudad de Taskent en junio de 1865, convirtiéndose en un importante centro administrativo. Los colonos rusos comenzaron a mudarse a las zonas conquistadas, ayudados por el ejército imperial en la defensa contra los ataques de los nativos.
La expansión rusa en Asia Central había alarmado a los británicos, que temían perder su control sobre Afganistán y la India, y puso en conflicto a los rusos con los chinos que estaban tratando de hacer frente a una serie de disturbios en Xinjiang. Para evitar que los disturbios se propagaran a sus recién adquiridas regiones de Asia Central, Rusia ocupó la región estratégica de Kulja a lo largo del río Ilí, en 1871.
En 1867, el gobierno de Alejandro II se dirigió hacia una mayor consolidación de las fronteras de su imperio, vendiendo a los Estados Unidos todos sus "territorios y posesiones" en América del Norte, es decir, Alaska y las islas adyacentes por 7,2 millones de dólares. La venta fue influenciado por tres consideraciones:
- Defensiva: ninguno de los asentamientos prosperaron, y dada la lejanía de los mismos, los rusos pensaron que no podían defender el deshabitado desierto congelado;
- Economía: ineficiencia, mala administración, y la destrucción de los animales por su piel hizo que las posesiones rusas en América fueran un constante drenaje de los recursos limitados del gobierno;
- Política: con la venta de Alaska a los Estados Unidos los rusos esperaban obtener un aliado potencial contra su archienemigo, Gran Bretaña.

Ambas partes hicieron un gran trato: los rusos se deshicieron de un territorio que no podían proteger, y los estadounidenses habían adquirido una región cuyo potencial económico y estratégico acababa de comprenderse.
En 1870, el zar Alejandro II desestimó el Tratado de París que había impedido al imperio tener una fuerza naval en el Mar Negro. La Conferencia de Londres con los demás poderes europeos, celebrada en 1871, sancionó la restauración de una fuerza naval rusa en el mar Negro, pero reafirmó el derecho del sultán otomano para cerrar los Dardanelos y el Bósforo a los buques de guerra.
En 1875, Rusia tuvo que retirarse de las islas Kuriles (que históricamente pertenecían al pueblo ainu), reconociendo el control del Imperio del Japón sobre las mismas a cambio de la soberanía rusa sobre la mitad sur de la isla de Sajalín.
En tanto, en la frontera occidental del Imperio ruso se gestaba el movimiento del paneslavismo, visión que había tomado auge con la caída del prestigio internacional de Rusia con su derrota en la guerra de Crimea. La organización paneslavista consideraba que si se reunían en un solo estado los pueblos eslavos y los cristianos ortodoxos, Rusia tendría más poder e influencia en los asuntos mundiales. Algunos paneslavistas creían que la antigua sede del cristianismo ortodoxo, Constantinopla, debería ser de Rusia. Algunos otros creían que el Imperio ruso debería incluir los territorios desde el río Volga hasta el río Éufrates, desde el Ganges al Danubio, que según ellos, era territorio eslavo desde tiempos antiguos. Después de la unificación de Alemania en 1871, el movimiento paneslavista quería poner un control de la expansión alemana en Europa Central y Oriental. El paneslavismo, creían, era un elemento esencial para que Rusia llegara a convertirse en una gran potencia mundial.
En 1873, Rusia creó una alianza con el Imperio alemán y el Imperio austrohúngaro, llamada la Liga de los Tres Emperadores, con el fin de hacerle frente a las políticas liberales de los países de Europa occidental. El país se unió a otras potencias cristianas en un intento de imponer en el Imperio otomano un programa de reforma y eliminar el resentimiento entre los cristianos y los musulmanes en los Balcanes. En Rusia, el pueblo se levantó en apoyo sus hermanos cristianos ortodoxos contra el dominio turco en los Balcanes, tanto así que la población instó al zar Alejandro II a ir a la guerra contra los turcos, y el 24 de abril de 1877 Rusia declaró la guerra contra el sultán otomano. Para apaciguar a Austria a razón de una posible oposición de su acción contra los turcos, el zar ruso le ofreció las provincias de Bosnia y Herzegovina (lo cual preparó en cierto modo el terreno para la Primera Guerra Mundial en 1914).
El ejército ruso se detuvo en su intento por capturar Constantinopla debido a la amenaza de una contienda con Gran Bretaña. Rusia se vio entonces obligada a hacer la paz con Turquía en San Stefano. Sin embargo, Gran Bretaña y otras potencias europeas se oponían a cualquier aumento de la influencia rusa en los Balcanes. En el Congreso de Berlín de 1878 las grandes potencias europeas rediseñaron el mapa de la península balcánica a fin de apaciguar los poderes imperiales y sus aspiraciones territoriales sobre la zona, en lo que pareció ser una derrota diplomática para Rusia.

Turquestán ruso a principios del.

Los rusos tuvieron que contentarse por lo tanto con sus ganancias en Siberia y Asia Central. Para 1876 se había conquistado todo el territorio de Uzbekistán, y ese mismo año los ejércitos imperiales ocuparon el norte de lo que hoy en día es Kirguistán. Ya en 1881 Kirguistán era parte del Imperio. También en 1881 los rusos vencieron la resistencia de las tribus de Turkmenistán, capturando la fortaleza de Dengil-Tepe, cerca de Asjabad, lo cual colocó a Turkmenistán bajo total control ruso.

### Principios delsigloXX
En su conquista de Asia Central en el siglo XIX, los rusos habían perdido tal vez menos de un millar de soldados. Se alentó a la gente local para desarrollar la agricultura, sin interferir con las leyes locales y costumbres de los pueblos islámicos conquistados, y Rusia recibió algodón y otras materias primas. En los territorios conquistados, los rusos vendieron tabaco, productos manufacturados y, con consecuencias devastadoras, el vodka.
Entre los pueblos conquistados en Asia, solo los yakutos en el noreste de Siberia supieron adaptarse bien al dominio ruso, conservando su lengua y, bajo un barniz cristiano, su tradición de chamanismo.

### Provincias rusas de ultramar

#### América
- Alaska rusa: oficialmente rusa desde 1784 , fue administrada por la compañía ruso-americana. Con el tiempo el gobierno imperial se desentendió de esta provincia y finalmente el 1867 fue vendida a los Estados Unidos.

- Fuerte Ross: situado en la costa de California, este fortín estuvo en manos rusas desde el 1812 hasta el 1848. La creación de esta provincia estaba relacionada, al igual que Alaska, con la caza de focas y otros animales para extraer materias primas.

#### Asia
- Lüshunkou: esta ciudad china (conocida en occidente con el nombre de Port Arthur) estuvo bajo control ruso en régimen de concesión desde el 1898 hasta el final de la guerra ruso-japonesa (1904-1905).

#### África
- Somalia rusa: en 1889 una pequeña expedición rusa llegó a las costas de la actual Yibuti. Los rusos establecieron contacto con el emperador abisinio Juan IV, que vio la presencia rusa como una ayuda para su conflicto con los italianos. Finalmente, el territorio no prosperó debido al rechazo francés al establecimiento de otra potencia en su territorio de influencia.

#### Oceanía
- Kauai (Hawái): en 1818, rusos provenientes de Alaska edificaron tres fortines en esta isla pero luego abandonaron el proyecto de integrarlo al año siguiente.

#### Europa
- Islas Jónicas: este archipiélago griego fue un protectorado ruso entre 1800 y 1807. La razón de la presencia rusa en el Mediterráneo era debida a la guerra que el Imperio ruso mantenía con la Francia Napoleónica.

- Cattaro: en 1806 una flota rusa ocupó esta ciudad montenegrina que formaba parte de los dominios franceses napoleónicos. Los montenegrinos vieron los rusos como aliados a causa de su fe ortodoxa común y los recibieron cordialmente, pero un año después, a consecuencia del Tratado de Tilsit, la ciudad volvió a caer bajo el dominio francés.

## RSFS de Rusia y Unión Soviética
Tras la Revolución de Octubre de 1917, Polonia y Finlandia consiguieron independizarse de Rusia, no así Ucrania al perder la guerra de independencia. El Imperio ruso dejó de existir y se estableció la RSFS de Rusia (1917-1991) en gran parte de su antiguo territorio. Su área de control directo efectivo varió mucho durante la guerra civil rusa de 1917 a 1922. Finalmente, el gobierno bolchevique recuperó el control de la mayoría de las antiguas tierras euroasiáticas del Imperio ruso. En 1922, mediante el Tratado de Creación de la URSS, la RSFS de Rusia, la RSFS de Transcaucasia, la RSS de Ucrania y la RSS de Bielorrusia establecieron un nuevo estado, la Unión de Repúblicas Socialistas Soviéticas o Unión Soviética, que perduró hasta la disolución de la URSS en diciembre de 1991.
En 1919, los uyezd norteños de Mhlyn, Novozíbkov, Starodub y Surazh de la gobernación de Chernígov ucraniana fueron transferidos de la RSS de Ucrania a la nueva gobernación de Gómel de la República Rusa. El 1 de octubre de 1924, los ókrugs de Taganrog y de Shajty de la gobernación de Donetsk de la RSS de Ucrania fueron transferidos al krai del Cáucaso Norte de la RSFS de Rusia.
Mientras tanto, se crearon repúblicas a partir del territorio de la RSFS de Rusia, incluidos RSS de Turkmenistán y RSS de Uzbekistán en 1924, RSS de Kazajistán y RSS de Kirguistán en 1936, y RSS Carelo-Finesa de 1945 a 1956. El óblast de Crimea y la ciudad de Sebastopol fueron transferidos a la RSS de Ucrania el 19 de febrero de 1954 (luego anexados por la Federación de Rusia en 2014). También hubo numerosos cambios fronterizos menores entre las repúblicas soviéticas.

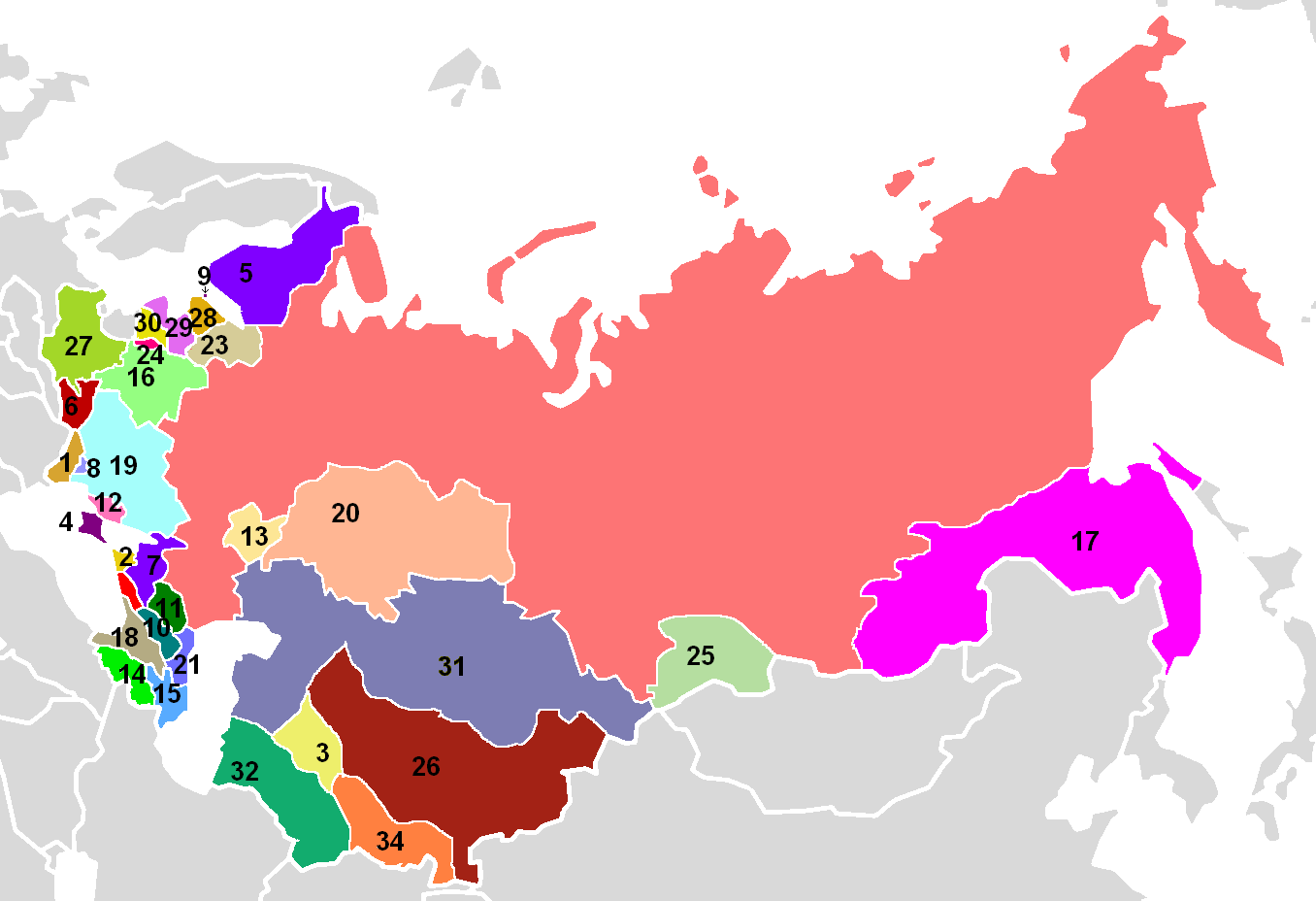
Mapa de los estados surgidos tras la desaparición del Imperio ruso.

Los territorios del antiguo Imperio ruso que se independizaron de forma permanente o temporal:
- República Popular de Crimea, 1917-1918
- República Democrática de Moldavia, 1917-1918
- Autonomía de Alash, 1917-1920
- República de las Montañas del Cáucaso Septentrional, 1917-1920
- República Popular de Ucrania, Estado de Ucrania, 1917-1921
- República de Finlandia, 1917-
- Reino de Lituania, 1918
- Ducado de Curlandia y Semigalia, 1918
- Dictadura del Caspio Central, 1918
- República Federativa Democrática de Transcaucasia, 1918
- República de Aras, 1918-1919
- Reino de Finlandia, 1918-1919
- República Popular Bielorrusa, 1918-1919
- República Democrática de Armenia, 1918-1920
- República Democrática de Azerbaiyán, 1918-1920
- República Democrática de Georgia, 1918-1921
- República de Estonia, 1918-1940
- República de Letonia, 1918-1940
- República de Lituania, 1918-1940
- Estado de Balagad, 1919-1926
- Emirato del Cáucaso del Norte, 1919-1920
- Ingria del Norte, 1919-1920
- República de Lituania Central, 1920-1922
- República de Polonia, 1917-1939

Situación territorial en las islas Kuriles y Sajalín entre 1875 y 1945.

Al final de la Segunda Guerra Mundial, la Unión Soviética había anexado:
- Bielorrusia occidental y Ucrania occidental de la Segunda República polaca (ver territorios polacos anexionados por la Unión Soviética), anexados entre septiembre y octubre de 1939.
- Estonia, Letonia y Lituania, ocupadas en agosto de 1940.
- Besarabia (Moldavia), Hertsa y parte de Bucovina, ocupadas después de un ultimátum a Rumania en 1940.
- Carelia, ocupada en 1941, raión de Péchenga (Petsamo), en 1944, y partes de Salla, cedidas por Finlandia en 1945, y un contrato de arrendamiento de 50 años en la base naval de Porkkala.
- Rutenia de los Cárpatos, anteriormente de Checoslovaquia y ocupada en 1944.
- Tuvá (independiente de 1921 a 1944; anteriormente gobernada por Mongolia y por el Imperio manchú).
- Prusia Oriental (ahora óblast de Kaliningrado) obtenida de Alemania en 1945.
- La región de Klaipėda, anexada a Lituania en 1945.
- Las islas Kuriles y el sur de la isla de Sajalín de Japón, ocupadas en 1945.

De estos, Péchenga, Salia, Tuvá, Kaliningrado, Klaipėda, Kuriles y Sajalín se agregaron al territorio de la RSFS de Rusia.
Después de la Segunda Guerra Mundial, la Unión Soviética estableció siete estados satélites en Europa Oriental y Central, que si bien permanecían independientes formando el Bloque del Este, su política, militar, exterior e interna estaba dominada por la primera:
- República Popular Socialista de Albania (hasta 1961)
- República Popular de Bulgaria
- República Socialista Checoslovaca
- República Democrática Alemana
- República Popular de Hungría
- República Popular de Polonia
- República Socialista de Rumania (hasta 1965)

## Federación de Rusia
La disolución de la Unión Soviética llevó a la creación de estados postsoviéticos independientes, con la RSFS de Rusia declarando su independencia en diciembre de 1991 y cambiando su nombre a Federación de Rusia.
La República Chechena de Ichkeria fue un gobierno secesionista no reconocido de la República Chechena entre 1991 y 2000, que libró dos guerras contra Rusia hasta que el gobierno se exilió en 2000.
La Federación de Rusia ha estado involucrada en disputas territoriales con varios de sus vecinos, incluso con Japón por las islas Kuriles, con Letonia por el raión de Pytálovo (establecido en 1997), con China por partes de las islas de Tarabarov y Bolshoy Ussuriysky (establecido en 2001), con sus vecinos costeros sobre los límites del mar Caspio, y con Estonia sobre la frontera contigua. Rusia también tuvo disputas con Ucrania sobre el estatus de la ciudad federal de Sebastopol, pero acordó que pertenecía a Ucrania en el Tratado de amistad ruso-ucraniano de 1997, y sobre la isla deshabitada de Tuzla, pero renunció a este reclamo en el Tratado sobre el mar de Azov y el estrecho de Kerch de 2003.
La Federación de Rusia también ha utilizado sus fuerzas armadas, formaciones armadas y apoyo material para ayudar a establecer los disputados estados disidentes de Transnistria en Moldavia después de la guerra de Transnistria, y Osetia del Sur y Abjasia, después de la guerra de 2008 en Georgia. En 2008, poco después de anunciar el reconocimiento de Abjasia y Osetia del Sur, el presidente ruso Dmitri Medvédev presentó una política exterior que desafiaba el orden mundial unipolar dominado por Estados Unidos y reclamaba una esfera de influencia privilegiada en el extranjero cercano alrededor de Rusia.
En 2014, cuando después de meses de protestas en Ucrania el presidente ucraniano prorruso Víktor Yanukóvich fue depuesto en la revolución ucraniana de ese año, las tropas rusas ocuparon la península de Crimea y, después de un referéndum apresurado, el Kremlin anexó Crimea y Sebastopol. La anexión no fue reconocida por Ucrania ni por la mayoría de los demás miembros de la comunidad internacional. Unas semanas más tarde, estalló un conflicto armado en la región ucraniana de Dombás, en el que el Kremlin niega tener un papel activo, pero se considera ampliamente alimentado por soldados, militantes, armas y municiones de la Federación de Rusia.
En febrero de 2022, Rusia invadió Ucrania lo que constituye un episodio bélico a gran escala, formando un capítulo más de la guerra ruso-ucraniana comenzada en 2014.